# Arethusana anopenopterus
Arethusana anopenopterus är en fjärilsart som beskrevs av Lambert-Joseph-Louis Lambillion 1923. Arethusana anopenopterus ingår i släktet Arethusana och familjen praktfjärilar. Inga underarter finns listade i Catalogue of Life.